# جينوم مزامير الرحيل والعودة (رواية)
جينوم مزامير الرحيل والعودة هي رواية للروائي والكاتب المسرحي المغربي زكرياء أبو مارية. صدرت سنة 2016 عن منشورات كتارا بالدوحة، فازت بجائزة كتارا صنف الروايات غير المنشورة سنة 2015. تقع الرواية في 268 صفحة من الحجم المتوسط.

## ملخص الرواية
تتلخص أحداث الرواية في بحث البطلة شامة، وهي فتاة من المفترض أنها فرنسية، عن حقيقة جذورها العربية، حيث ولم يكن متاحا لها اكتشاف حقيقتها لولا الاشتغال بواحدة من أهم الوكالات الاستخباراتية الأمريكية الذي منحتها فرصة أن تكتشف حقيقتها من خلال الأرشيف السري للوكالة. تدخل شامة تحدي البحث عن جذورها الغامضة، وتقتفي آثار الذاكرة من خلال تلميحات والدتها التي تغطي على الأمر، خوفا من أن تفلت من بين يديها، فالبطلة شامة ذات الأصول المغربية الفرنسية التي تجهل والدها بسبب تستر والدتها الفرنسية عن الأمر، بداعي الأنانية والعمى الأيديولوجي، ما جعل البطلة تخوض رحلة البحث عن أصولها والعودة إليها من خلال الاستقرار بمدينة الدار البيضاء المغربية، تلبية لنداء الانتماء.